# Кровиночка
«Крови́ночка» (рос. Кровинушка)— російський телесеріал, виробництво студії «Гармонія», на замовлення телеканалу Росія. Прем'єра відбулась на телеканалі Росія-1 та Інтер 6 лютого 2012 року.

## Сюжет
У невеликому приморському містечку розташована унікальна клініка «Надія». Подружжя Ольги Вяземської та Сергія Теркулових допомагає жінкам завагітніти та народити — лікують недуги, пов'язані з порушеннями репродуктивної системи, а також дитячі патології. Але в них самих дітей немає. Ольга намагалася завагітніти, але кожного разу втрачала вагітність. Подружжя звертається за допомогою до сурогатної матері, Софії Зимовець. Але все виявилось не так просто, як здається. Софія народжує хлопчика, але розуміє, що прив'язалась до нього всією душею. Але, попри це, вона віддає дитину Ользі. Згодом виявляється, що рід Вяземських проклятий. Спочатку загинув Михайло, син Галини, син Ольги весь час плаче і не може заспокоїтися. Річ у тому, що багато років тому батько сестер Михайло Вяземський приймав пологи, але дитину не зміг урятувати. Жінка прокляла його за це. Через багато років виявилось, що ця жінка - бабуся Жені і Софії. І єдиним виходом із ситуації є віддати дитину Ольги Софії. Ольга через деякий час так і вчиняє. А згодом зустрічає справжнє кохання. Та чи закінчаться на цьому випробування головних героїв?

## Актори
- Олена Лагута - Ольга Теркулова, до шлюбу Вяземська - головна героїня серіалу. Одружена, психотерапевтка в клініці "Надія". Добра, ласкава жінка, мріє народити дитину, але кожного разу її зусилля марні. Так сталося і втретє. Вона не має бажання жити далі. Батько Ольги, який обожнює доньку, рятує її від необдуманих кроків і вселяє в її душу рішучість. Ольга вирішує, що сурогатне материнство - унікальний шанс мати дитину, яку виносить інша жінка. Батько Ольги категорично проти цього, але Ольга вважає інакше і не слухає його поради. На шляху у неї немало випробувань. Чи зможе вона врешті стати матір'ю та радіти народженню довгоочікуваної дитини?
- Марина Маняхина — Софія Зимовець - головна героїня серіалу. Одружена, має сина. Чоловік Максим - моряк дальнього плавання. Три роки тому він зник безвісти. Але Софія не вірить в загибель чоловіка і продовжує його чекати. Дізнавшись про трагедію сім'ї Теркулових, жінка вирішує допомогти їм народити бажану дитину і погоджується на сурогатне материнство. Все було б добре, але... На шляху у жінки з добрим серцем непрості випробування.
- Станіслав Ніколаєв - Сергій Теркулов - головний герой серіалу. Працює разом з дружиною Ольгою в клініці "Надія" і також мріє стати батьком. Порядний та добрий чоловік, для якого немає нічого ціннішого за життя людини. Саме за цю рису характеру його цінують колеги та знайомі. Він творить чудеса, рятуючи життя матерів та новонароджених. Але він не в змозі допомогти своїй дружині Ользі і їхня дитина помирає в нього на руках. Сурогатне материнство - ось, здається, гарний вихід із ситуації. Та чи стануть вони дійсно щасливими після цього?
- Діана Максимова - Галина Вяземська, сестра Ольги, донька Михайла Вяземського-старшого - можна сказати, теж головна героїня серіалу, адже більшість подій, які відбуваються в серіалі, стаються завдяки їй. Підступна сестра Ольги Теркулової та донька відомого академіка Михайла Вяземського. Найголовніше в її житті - гроші. Її лицемірства вистачило б на п'ятьох. Її метою є заволодіння всім спадком батька, а заради цього вона ладна на будь що. Користуючись наївністю молодшої сестри, котру вона сильно ненавидить, Галина зуміла зламати долі людей, які того не варті. Вона радіє, що дитина Ольги не народилася, адже тепер її син, Михайло, стає єдиним спадкоємцем діда.
- Дмитро Варшавський - Михайло Вяземський, син Галини та онук академіка Вяземського - Син Галини та єдиний онук академіка Вяземського. Ріс безбатченком. Михайло став таким же лицемірним, як і матір. Найважливіше для нього пиво, дівчата та секс. Навчався в коледжі, але дуже скоро його виключили за неуспішність. Має дівчину Карину, з якою познайомився, навчаючись в коледжі. Карина щиро кохає хлопця, але для того вона - чергова дівчина для гарного проведення часу.
- Євгенія Калинець - Карина - Карина, добра та ласкава дівчина з вірменської родини. Дуже кохає Михайла, свого однокурсника. Мріє про сімейне життя з ним. Завагітнівши, Карина радісно повідомляє про це Михайлу. Але той не бажає ніяких дітей і наказує їй зробити аборт, інакше він кине її.
- Аристарх Ліванов - Михайло Федорович Вяземський, академік - Засновник клініки "Надія". Має двох дочок - Галину та Ольгу, які є повними протилежностями в характерах та поглядах на життя. Все життя Михайло Федорович присвятив лікувальній справі - допомагає жінкам завагітніти та народити, лікує різні недуги. Він співчуває доньці, але про сурогатне материнство і чути не бажає. Можливо за цією категоричністю прихована якась таємниця?
- Анатолій Зав'ялов - Гришка Зимовець, дівер Софії - Брат Максима та дівер Софії. Після зникнення Максима допомагає Софії з сином. Шалапут та пустоголовий хлопець, таємно кохає Софію, але вона досі кохає його брата. Він відторгає подругу Софії, котра кохає його, і продовжує сподіватись на її взаємність.
- Тетяна Борисова - Оксана Порошина, подруга Софії - Оксана, яка в минулому була повією, безнадійно кохає Григорія Зимовця, який уникає зустрічей з нею. Оксана страждає від цього і з відчаю вирішує стати сурогатною матір'ю для заможної пари, яка не може мати дітей. На відміну від Софії, для Оксани це спосіб заробити грошей на прожиття і вагітність для неї не має ніякого значення.
- Іван Непомнящий - Тарасик - син Софії та Максима, племінник Гришки, добрий та слухняний хлопчик з щирою душею. Дуже сильно любить маму і заради неї готовий на будь-які подвиги. Мріє про повернення батька, якого чекає з нетерпінням. Хворий астмою, але це не заважає йому радіти життю.
- Надія Бутирцева - Шура - багато років служить в будинку Теркулових. Обожнює Ольгу та в гарних стосунках з її батьком.
- Дарина Яцко - Марина Орлова, медсестра клініки "Надія" - Лицемірна коханка Михайла, підла та підступна. Заради власної мети готова на злочин та будь-що інше. Домагається свого будь-якою ціною.
- Вадим Утенков - Микита, друг Михайла - вчиться разом з Кариною та Михайлом. Кохає Карину і готовий чекати її мало не все життя. Але дівчина зробила невдалий вибір, покохавши Михайла. Чи будуть вони разом?

## Саундтрек
Олена Ваєнга виконала пісню «Дюны» для серіалу.